# Paál János
Paál János (Nagyvárad, 1912. november 3. – Brassó, 1981. június 24.) újságíró, szerkesztő, műfordító.

## Életútja
Gimnáziumot Aradon végzett, jogi diplomát a kolozsvári I. Ferdinánd Egyetemen szerzett. Újságírói pályáját 1938-ban kezdte, több mint négy évtizeden át az Aradi Közlöny, Erdélyi Hírlap, Déli Hírlap, Szabad Szó, Népi Egység, Népújság, Világosság, Vörös Zászló, Drum Nou, Új Idő, Művelődés, Előre (napilap, 1953–1989), Brassói Lapok, Karpaten Rundschau munkatársa, szerkesztője. Közben az Magyar Népi Szövetség központi sajtóosztályának vezetője, a bukaresti rádió magyar előadója.
Szerkesztésében jelent meg a Falvak Népe Naptára (1950) és az MNSZ naptára (1951). Gondozta a Brassó Tartomány a növekvő gazdasági fejlődés útján (1961) című kiadványt. Politikai tanulmánya a román-magyar-szász együttélésről három nyelven is megjelent. Alexandru Mirodan, Paul Everac, Ion Băieșu, Dan Tărchilă több színdarabját fordította magyarra.

## Művei
- Okos kislány és a szerelem (közli a Bánsági Magyar Írók Antológiája, Temesvár 1946)
- A MADOSZ szerepe a romániai magyarság történelmében (politikai esszé, közli a Politika, társadalomtudomány, nép és irodalom című gyűjtemény, Temesvár 1946)